# National League A 2008/09
Die Spielzeit 2008/09 war die zweite reguläre Spielzeit der höchsten Eishockeyspielklasse der Schweiz nach der Umbenennung der ehemaligen Nationalliga A in National League A. Der HC Davos bezwang im Playoff-Final die Kloten Flyers mit 4:3 und gewann damit zum 29. Mal den Schweizer Meistertitel, während die ZSC Lions ihren Titel nicht verteidigen konnten. In der Liga-Qualifikation scheiterte der NLB-Meister HC Lausanne am EHC Biel, sodass es weder einen Auf- noch einen Absteiger aus der Liga gab.

## Modus
Gespielt wurden von den 12 Teams 2 Doppelrunden zu je 22 Spielen. Dazu gab es pro Team je 6 Zusatzbegegnungen gegen 3 Gegner, die auf Grund der Qualifikationstabelle des Vorjahres ermittelt wurden. Insgesamt bestritt also jede Mannschaft 50 Qualifikationsspiele. Danach ermittelten die besten acht Mannschaften den Schweizer Meister im Playoff-Stil. Viertelfinals, Halbfinals und der Final wurden jeweils nach dem Modus Best of seven gespielt.
Die anderen vier Mannschaften ermittelten in den Playouts diejenige Mannschaft, die gegen den Meister der National League B um den Klassenerhalt spielen musste.

## Teilnehmer
In der Zusammensetzung der National League A gab es auf die Saison 2008/09 eine Veränderung im Vergleich zur vergangenen Spielzeit. Dem EHC Biel war nach mehrmaligem Anlauf die Promotion gelungen. Der NLA-Playout-Verlierer, der EHC Basel, scheiterte auch in den entscheidenden Relegationsspielen an Biel und spielte neu in der National League B.
| Team                   | Standort   | Eishalle                 | Kapazität |
| ---------------------- | ---------- | ------------------------ | --------- |
| HC Ambrì-Piotta        | Ambrì      | Pista la Valascia        | 7'000     |
| SC Bern                | Bern       | PostFinance Arena        | 17'131    |
| EHC Biel               | Biel       | Eisstadion Biel          | 7'000     |
| HC Davos               | Davos      | Vaillant Arena           | 7'080     |
| Fribourg-Gottéron      | Freiburg   | Patinoire de St. Léonard | 7'125     |
| HC Servette Genève     | Genf       | Les Vernets              | 6'837     |
| Kloten Flyers          | Kloten     | Kolping Arena            | 7'561     |
| SCL Tigers             | Langnau    | Ilfishalle               | 6'500     |
| HC Lugano              | Lugano     | Resega                   | 8'000     |
| Rapperswil-Jona Lakers | Rapperswil | Diners-Club Arena        | 6'000     |
| EV Zug                 | Zug        | Hertihalle               | 6'780     |
| ZSC Lions              | Zürich     | Hallenstadion            | 11'000    |

## Hauptrunde

### Tabelle
| Pl. | Team                   | Sp. | S  | SV | NV | N  | Tore      | Pkt. |
| --- | ---------------------- | --- | -- | -- | -- | -- | --------- | ---- |
| 1.  | SC Bern                | 50  | 30 | 4  | 5  | 11 | 187 - 136 | 103  |
| 2.  | ZSC Lions              | 50  | 26 | 8  | 3  | 13 | 176 - 149 | 97   |
| 3.  | Kloten Flyers          | 50  | 27 | 6  | 3  | 14 | 174 - 130 | 96   |
| 4.  | HC Davos               | 50  | 25 | 6  | 5  | 14 | 184 - 135 | 92   |
| 5.  | HC Lugano              | 50  | 19 | 8  | 7  | 16 | 175 - 156 | 80   |
| 6.  | HC Servette Genève     | 50  | 22 | 5  | 2  | 21 | 157 - 140 | 78   |
| 7.  | HC Fribourg-Gottéron   | 50  | 19 | 7  | 4  | 20 | 154 - 143 | 75   |
| 8.  | EV Zug                 | 50  | 20 | 3  | 5  | 22 | 171 - 166 | 71   |
| 9.  | SCL Tigers             | 50  | 19 | 5  | 2  | 24 | 170 - 180 | 69   |
| 10. | Rapperswil-Jona Lakers | 50  | 14 | 1  | 5  | 30 | 143 - 208 | 49   |
| 11. | HC Ambrì-Piotta        | 50  | 12 | 1  | 8  | 29 | 129 - 190 | 46   |
| 12. | EHC Biel               | 50  | 11 | 2  | 7  | 30 | 126 - 213 | 44   |

### Zuschauer
In der NLA-Qualifikation 2008/09 konnte ein neuer Zuschauerrekord verzeichnet werden. Insgesamt 1,82 Millionen Zuschauer besuchten die 300 Meisterschaftsspiele. Das entspricht einer deutlichen Zunahme von 160'000 oder 9,6 Prozent im Vergleich zum Vorjahr. Am meisten Zuspruch fand der SC Bern, der mit 16'172 Zuschauern im Schnitt pro Spiel auch im europäischen Vergleich einen sehr hohen Publikumsaufmarsch ausweisen konnte. Die Stadionauslastung in der höchsten Spielklasse lag bei 75,3 Prozent.

### Statistik

#### Feldspieler
| Nat.     | Team                   | Name               | Sp | T  | A  | Pkt | PIM | PPT |
| -------- | ---------------------- | ------------------ | -- | -- | -- | --- | --- | --- |
| Slowakei | HC Servette Genève     | Juraj Kolník       | 49 | 25 | 47 | 72  | 64  | 8   |
| Finnland | Kloten Flyers          | Kimmo Rintanen     | 50 | 23 | 44 | 67  | 38  | 7   |
| Norwegen | HC Lugano              | Patrick Thoresen   | 48 | 22 | 41 | 63  | 83  | 8   |
| Kanada   | Rapperswil-Jona Lakers | Stacy Roest        | 50 | 17 | 46 | 63  | 50  | 1   |
| Kanada   | HC Servette Genève     | Byron Ritchie      | 46 | 22 | 38 | 60  | 62  | 5   |
| Finnland | HC Lugano              | Petteri Nummelin   | 45 | 21 | 39 | 60  | 16  | 14  |
| Kanada   | SCL Tigers             | Martin Kariya      | 50 | 15 | 43 | 58  | 62  | 5   |
|          | SC Bern                | Christian Dubé     | 46 | 16 | 40 | 56  | 32  | 4   |
| Kanada   | SC Bern                | Simon Gamache      | 49 | 18 | 36 | 54  | 55  | 7   |
| Schweden | Rapperswil-Jona Lakers | Niklas Nordgren    | 50 | 25 | 18 | 53  | 86  | 10  |
|          | ZSC Lions              | Ryan Gardner       | 50 | 25 | 28 | 53  | 28  | 16  |
| Kanada   | EV Zug                 | Josh Holden        | 49 | 18 | 32 | 50  | 100 | 7   |
| Schweiz  | Fribourg-Gottéron      | Sandy Jeannin      | 50 | 14 | 36 | 50  | 60  | 5   |
| Finnland | Kloten Flyers          | Tommi Santala      | 50 | 13 | 35 | 48  | 96  | 4   |
| Schweden | Rapperswil-Jona Lakers | Christian Berglund | 49 | 22 | 25 | 47  | 80  | 7   |
| Schweiz  | HC Ambrì-Piotta        | Paolo Duca         | 50 | 18 | 29 | 47  | 45  | 6   |
| Kanada   | Fribourg-Gottéron      | Shawn Heins 1      | 47 | 11 | 19 | 30  | 172 | 6   |

1 Zum Vergleich: Spieler mit den meisten Strafminuten

(Legende zur Spielerstatistik: Sp oder GP = absolvierte Spiele; T oder G = erzielte Tore; V oder A = erzielte Assists; Pkt oder Pts = erzielte Scorerpunkte; SM oder PIM = erhaltene Strafminuten; +/− = Plus/Minus-Bilanz; PP = erzielte Überzahltore; SH = erzielte Unterzahltore; GW = erzielte Siegtore; 1 Play-downs/Relegation; Kursiv: Statistik nicht vollständig)

#### Torhüter
| Nat.     | Team                   | Name             | Sp | Min  | GT  | GAA | Min/GT | SO | S  | N  |
| -------- | ---------------------- | ---------------- | -- | ---- | --- | --- | ------ | -- | -- | -- |
| Schweiz  | SC Bern                | Marco Bührer     | 46 | 2785 | 116 | 2.5 | 24     | 5  | 32 | 13 |
| Schweiz  | HC Servette Genève     | Benjamin Conz    | 21 | 1233 | 51  | 2.5 | 24     | 2  | 9  | 10 |
| Schweiz  | ZSC Lions              | Lukas Flüeler    | 24 | 1431 | 60  | 2.5 | 24     | 1  | 16 | 7  |
| Schweiz  | Kloten Flyers          | Ronnie Rüeger    | 50 | 3014 | 127 | 2.5 | 24     | 4  | 33 | 17 |
| Schweiz  | HC Davos               | Leonardo Genoni  | 40 | 2416 | 107 | 2.7 | 23     | 2  | 26 | 14 |
| Kanada   | Fribourg-Gottéron      | Sébastien Caron  | 39 | 2265 | 101 | 2.7 | 22     | 4  | 21 | 17 |
| Schweiz  | HC Servette Genève     | Gianluca Mona    | 29 | 1699 | 79  | 2.8 | 22     | 2  | 16 | 12 |
| Schweiz  | HC Lugano              | David Aebischer  | 49 | 2953 | 140 | 2.8 | 21     | 2  | 27 | 22 |
| Schweiz  | HC Davos               | Reto Berra       | 16 | 931  | 46  | 3.0 | 20     | 0  | 5  | 10 |
| Slowakei | HC Ambrì-Piotta        | Karol Križan     | 14 | 849  | 43  | 3.0 | 20     | 0  | 4  | 10 |
| Schweiz  | HC Ambrì-Piotta        | Thomas Bäumle    | 19 | 1084 | 56  | 3.1 | 19     | 2  | 6  | 12 |
| Finnland | ZSC Lions              | Ari Sulander     | 27 | 1600 | 86  | 3.2 | 19     | 0  | 18 | 9  |
| Schweiz  | EV Zug                 | Lars Weibel      | 43 | 2566 | 139 | 3.2 | 18     | 3  | 21 | 22 |
| Schweiz  | SCL Tigers             | Matthias Schoder | 48 | 2888 | 163 | 3.4 | 18     | 3  | 23 | 25 |
| Schweiz  | Rapperswil-Jona Lakers | Marco Streit     | 42 | 2353 | 146 | 3.7 | 16     | 0  | 13 | 27 |
| Schweiz  | EHC Biel               | Marco Wegmüller  | 24 | 1237 | 80  | 3.9 | 15     | 0  | 7  | 15 |
| Schweiz  | EHC Biel               | Pascal Caminada  | 33 | 1790 | 124 | 4.2 | 14     | 0  | 6  | 22 |

(Legende zur Torhüterstatistik: GP oder Sp = Spiele insgesamt; W oder S = Siege; L oder N = Niederlagen; T oder U oder OT = Unentschieden oder Overtime- bzw. Shootout-Niederlage; Min. = Minuten; SOG oder SaT = Schüsse aufs Tor; GA oder GT = Gegentore; SO = Shutouts; GAA oder GTS = Gegentorschnitt; Sv% oder SVS% = Fangquote; EN = Empty Net Goal; 1 Play-downs/Relegation; Kursiv: Statistik nicht vollständig)

## Playoffs

### Turnierbaum
| Viertelfinal                                          | Viertelfinal                                          | Viertelfinal                                          |                                                       | Halbfinal                                             | Halbfinal                                             | Halbfinal                                             |    |               | Final    | Final | Final |
|                                                       |                                                       |                                                       |                                                       |                                                       |                                                       |                                                       |    |               |          |       |       |
| 1.                                                    | SC Bern                                               | 2                                                     |                                                       |                                                       |                                                       |                                                       |    |               |          |       |       |
| 8.                                                    | EV Zug                                                | 4                                                     |                                                       |                                                       |                                                       |                                                       |    |               |          |       |       |
|                                                       |                                                       |                                                       | 3.                                                    | Kloten Flyers                                         | 4                                                     |                                                       |    |               |          |       |       |
|                                                       |                                                       |                                                       | 8.                                                    | EV Zug                                                | 0                                                     |                                                       |    |               |          |       |       |
| 2.                                                    | ZSC Lions                                             | 0                                                     |                                                       |                                                       |                                                       |                                                       |    |               |          |       |       |
| 7.                                                    | HC Fribourg-Gottéron                                  | 4                                                     |                                                       |                                                       |                                                       |                                                       |    |               |          |       |       |
| (Die Teams werden nach der ersten Runde neu gesetzt.) | (Die Teams werden nach der ersten Runde neu gesetzt.) | (Die Teams werden nach der ersten Runde neu gesetzt.) | (Die Teams werden nach der ersten Runde neu gesetzt.) | (Die Teams werden nach der ersten Runde neu gesetzt.) | (Die Teams werden nach der ersten Runde neu gesetzt.) | (Die Teams werden nach der ersten Runde neu gesetzt.) | 3. | Kloten Flyers | 3        |       |       |
| (Die Teams werden nach der ersten Runde neu gesetzt.) | (Die Teams werden nach der ersten Runde neu gesetzt.) | (Die Teams werden nach der ersten Runde neu gesetzt.) | (Die Teams werden nach der ersten Runde neu gesetzt.) | (Die Teams werden nach der ersten Runde neu gesetzt.) | (Die Teams werden nach der ersten Runde neu gesetzt.) | (Die Teams werden nach der ersten Runde neu gesetzt.) |    | 4.            | HC Davos | 4     |       |
| 3.                                                    | Kloten Flyers                                         | 4                                                     |                                                       |                                                       |                                                       |                                                       |    |               |          |       |       |
| 6.                                                    | Genève-Servette HC                                    | 0                                                     |                                                       |                                                       |                                                       |                                                       |    |               |          |       |       |
|                                                       |                                                       |                                                       | 4.                                                    | HC Davos                                              | 4                                                     |                                                       |    |               |          |       |       |
|                                                       |                                                       |                                                       | 7.                                                    | HC Fribourg-Gottéron                                  | 3                                                     |                                                       |    |               |          |       |       |
| 4.                                                    | HC Davos                                              | 4                                                     |                                                       |                                                       |                                                       |                                                       |    |               |          |       |       |
| 5.                                                    | HC Lugano                                             | 3                                                     |                                                       |                                                       |                                                       |                                                       |    |               |          |       |       |
|                                                       |                                                       |                                                       |                                                       |                                                       |                                                       |                                                       |    |               |          |       |       |

### Viertelfinal
Die Viertelfinals fanden zwischen dem 26. Februar und dem 12. März statt.
|               |   |                      | Serie | 1                              | 2                              | 3                              | 4                                   | 5                              | 6                                   | 7                   |
| ------------- | - | -------------------- | ----- | ------------------------------ | ------------------------------ | ------------------------------ | ----------------------------------- | ------------------------------ | ----------------------------------- | ------------------- |
| SC Bern       | - | EV Zug               | 2:4   | 5:2 (3:0, 0:1, 2:1)            | 2:3 (0:1, 1:1, 1:1)            | n. V. 3:2 (1:1, 0:0, 1:1, 1:0) | 2:5 (1:1, 0:2, 1:2)                 | 2:3 (0:0, 1:3, 1:0)            | 1:3 (0:0, 1:1, 0:2)                 | -                   |
| Kloten Flyers | - | Genève-Servette HC   | 4:0   | 2:1 (1:1, 0:0, 1:0)            | 6:2 (4:0, 0:1, 2:1)            | 4:1 (1:1, 2:0, 1:0)            | n. P. 6:5 (1:1, 2:1, 2:3, 0:0, 1:0) | -                              | -                                   | -                   |
| ZSC Lions     | - | HC Fribourg-Gottéron | 0:4   | 1:3 (0:0, 0:2, 1:1)            | 0:3 (0:2, 0:1, 0:0)            | 1:2 (0:2, 0:0, 1:0)            | n. V. 2:3 (1:0, 1:1, 0:1, 0:1)      | -                              | -                                   | -                   |
| HC Davos      | - | HC Lugano            | 4:3   | n. V. 1:2 (0:1, 1:0, 0:0, 0:1) | n. V. 3:2 (1:0, 0:1, 1:1, 1:0) | n. V. 4:3 (0:1, 1:1, 2:1, 1:0) | 5:3 (1:1, 2:0, 2:2)                 | n. V. 4:5 (1:0, 2:3, 1:1, 0:1) | n. P. 2:3 (0:0, 1:0, 1:2, 0:0, 0:1) | 7:1 (2:0, 4:0, 1:1) |

Keine 20 Stunden nach dem Ausscheiden gegen Zug wurde SCB-Trainer John Van Boxmeer per sofort entlassen. Er hatte den SCB seit 2006 in 173 Spielen zu 115 Siegen geführt.

Die ZSC Lions schieden als Champions-Hockey-League-Gewinner bereits in den Viertelfinals aus. Der Freiburger Julien Sprunger avancierte im letzten Spiel zum Matchwinner: Er schoss alle drei Tore, wobei das 2:2 nur 12 Sekunden vor der vermeintlichen Schlusssirene.

### Halbfinal
Die Halbfinals fanden zwischen dem 14. und 28. März statt.
|               |   |                      | Serie | 1                              | 2                   | 3                   | 4                   | 5                   | 6                   | 7                   |
| ------------- | - | -------------------- | ----- | ------------------------------ | ------------------- | ------------------- | ------------------- | ------------------- | ------------------- | ------------------- |
| Kloten Flyers | - | EV Zug               | 4:0   | n. V. 3:2 (0:0, 2:0, 0:2, 1:0) | 3:2 (0:1, 2:1, 1:0) | 6:0 (2:0, 3:0, 1:0) | 3:0 (1:0, 1:0, 1:0) | -                   | -                   | -                   |
| HC Davos      | - | HC Fribourg-Gottéron | 4:3   | 4:1 (2:1, 1:0, 1:0)            | 3:5 (1:1, 2:2, 0:2) | 1:3 (0:0, 0:0, 1:2) | 0:1 (0:1, 0:0, 0:0) | 3:2 (1:1, 0:1, 1:1) | 3:0 (1:0, 0:0, 2:0) | 4:3 (0:1, 2:1, 2:1) |

### Final

#### Kloten Flyers – HC Davos 3:4
Im Final der NLA trafen die Kloten Flyers auf den Meister von 2007, den HC Davos. Die Best-of-Seven Serie um den Titel des Schweizer Meisters wurde vor allem durch einen hohen Anteil von Auswärtssiegen geprägt sowie eine eher defensive Spieltaktik beider Teams. Schlussendlich setzte sich die Mannschaft aus Davos mit 4:3 Siegen gegen die Flyers durch und war damit die erste Mannschaft, die in den NLA-Playoffs die maximale Spielanzahl von 21 Partien benötigte, um den Titel zu gewinnen.
| 31. März 2009 19:45 Uhr  | Kloten Flyers                  | 2:1 n. V. (0:1, 0:0, 1:0, 1:0) Spielstatistik | HC Davos                                | Kolping Arena, Kloten Zuschauer: 7'624 (ausverkauft) |
| 2. April 2009 19:45 Uhr  | HC Davos                       | 6:5 n. V. (3:1, 0:3, 2:1, 1:0) Spielstatistik | Kloten Flyers                           | Vaillant Arena, Davos Zuschauer: 6'599               |
| 4. April 2009 20:15 Uhr  | Kloten Flyers                  | 1:2 (1:0, 0:1, 0:1) Spielstatistik            | HC Davos                                | Kolping Arena, Kloten Zuschauer: 7'624 (ausverkauft) |
| 7. April 2009 20:15 Uhr  | HC Davos                       | 0:4 (0:1, 0:1, 0:2) Spielstatistik            | Kloten Flyers                           | Vaillant Arena, Davos Zuschauer: 6'926               |
| 9. April 2009 20:15 Uhr  | Kloten Flyers                  | 2:4 (1:0, 0:2, 1:2) Spielstatistik            | HC Davos                                | Kolping Arena, Kloten Zuschauer: 7'624 (ausverkauft) |
| 11. April 2009 20:15 Uhr | HC Davos                       | 0:1 n. V. (0:0, 0:0, 0:0, 0:1) Spielstatistik | Kloten Flyers                           | Vaillant Arena, Davos Zuschauer: 6'926               |
| 13. April 2009 20:15 Uhr | Kloten Flyers F. Du Bois 44:07 | 1:2 (0:0, 0:2, 1:0) Spielstatistik            | HC Davos 26:15 D. Wieser 31:36 R.v. Arx | Kolping Arena, Kloten Zuschauer: 7'624 (ausverkauft) |

### Meistermannschaft des HC Davos
|                 | Torhüter | Reto Berra, Leonardo Genoni |
| Abwehrspieler   | Florian Blatter, Beat Forster, Andreas Furrer, Lukas Gerber, Marc Gianola, Robin Grossmann, Lukas Stoop, Jan von Arx |                             |
| Angriffsspieler | Andres Ambühl, Dario Bürgler, Daniel Carbis, Alexandre Daigle, Peter Guggisberg, Lee Jinman, Robin Leblanc, Josef Marha, Michel Riesen, Sandro Rizzi, Petr Sýkora, Petr Tatíček, Reto von Arx, Dino Wieser, Marc Wieser |                             |
| Trainer         | Arno Del Curto, Remo Gross |                             |

## Playouts
Sowohl die Playouts als auch die Relegation wurden durchgängig im Modus Best of Seven ausgespielt.

### Turnierbaum
| Halbfinal | Halbfinal              | Halbfinal |  |  | Final | Final           | Final |
|           |                        |           |  |  |       |                 |       |
| 9.        | SCL Tigers             | 4         |  |  |       |                 |       |
| 12.       | EHC Biel               | 3         |  |  |       |                 |       |
|           |                        |           |  |  | 11.   | HC Ambrì-Piotta | 4     |
|           |                        |           |  |  | 12.   | EHC Biel        | 2     |
| 10.       | Rapperswil-Jona Lakers | 4         |  |  |       |                 |       |
| 11.       | HC Ambrì-Piotta        | 2         |  |  |       |                 |       |
|           |                        |           |  |  |       |                 |       |

### Halbfinal
In der ersten Runde der Playouts setzten sich die SCL Tigers und die Rapperswil-Jona Lakers gegen ihre Konkurrenten durch und sicherten sich somit den Klassenerhalt.
|                        |   |                 | Serie | 1   | 2   | 3   | 4   | 5   | 6   | 7   |
| ---------------------- | - | --------------- | ----- | --- | --- | --- | --- | --- | --- | --- |
| SCL Tigers             | - | EHC Biel        | 4:3   | 5:1 | 1:4 | 3:4 | 3:2 | 5:0 | 3:4 | 5:1 |
| Rapperswil-Jona Lakers | - | HC Ambrì-Piotta | 4:2   | 5:0 | 1:2 | 2:1 | 2:3 | 3:1 | 3:1 | -   |

### Final
In der zweiten Runde der Playouts wurde diejenige Mannschaft ermittelt, die in der Relegation gegen den Gewinner der NLB antreten musste.
|                 |   |          | Serie | 1   | 2   | 3   | 4   | 5   | 6   | 7 |
| --------------- | - | -------- | ----- | --- | --- | --- | --- | --- | --- | - |
| HC Ambrì-Piotta | - | EHC Biel | 4:2   | 2:4 | 2:3 | 5:1 | 2:0 | 7:5 | 4:3 | - |

### Liga-Qualifikation
In den Spielen der Liga-Qualifikation entschied sich, wer in der kommenden Saison in der National League A spielen durfte. Dabei trat der Verlierer der Playouts gegen den B-Meister an und genoss in der Best-of-seven-Serie zuerst das Heimrecht.
|          |   |             | Serie | 1                              | 2                   | 3                   | 4                   | 5                   | 6                   | 7                   |
| -------- | - | ----------- | ----- | ------------------------------ | ------------------- | ------------------- | ------------------- | ------------------- | ------------------- | ------------------- |
| EHC Biel | - | Lausanne HC | 4:3   | n. V. 4:5 (1:2, 2:1, 1:1, 0:1) | 2:4 (1:1, 1:1, 0:2) | 6:3 (4:0, 0:2, 2:1) | 4:1 (1:0, 2:0, 1:1) | 3:1 (1:0, 1:0, 1:1) | 1:6 (0:3, 0:2, 1:1) | 5:1 (4:1, 1:0, 0:0) |

Damit verblieb der letztjährige Aufsteiger EHC Biel in der National League A, und der HC Lausanne spielte ein weiteres Jahr in der National League B.